# Ceredig
Ceredig ap Cunedda, dit aussi Xanthus, fondateur du royaume gallois de Ceredigion,  est un roi breton né vers 420, dans le royaume de Gododdin, ou Manaw Gododdin, aujourd'hui au sud de l'Écosse, sur les rives du Firth of Forth.
Fils du roi Cunedda, ils avaient appelé à débarrasser les côtes galloises des pirates irlandais. 
Arrivé avec son père du Gododdin, il reçut en récompense pour sa bravoure un territoire auquel il donna son nom. 

## Postérité
Le manuscrit des Harleian genealogies établit sa descendance ainsi:
[G]uocaun map Mouric map Dumnguallaun map Arthgen map Seissil map Clitauc Artgloys map Artbodgu map Bodgu map Serguil map Iusay map Ceretic map Cuneda.
Selon d'autres listes généalogiques, Ceredig fut le père de plusieurs enfants :
- Iusay son successeur dans le royaume, mentionné dans la liste ci-dessus.
- Corun épouse de Teithfallt ap Nynniaw fl. 480 roi de Gwent ;
- Gwawl épouse de Glywys, fondateur du royaume de Glywysing vers 490 ;
- Sandde père de Saint David de Ménevie[2]

Selon une autre tradition, reprise dans la légende de sainte Nonne, il aurait violé celle-ci, qui se serait réfugiée en Bretagne armoricaine dans la forêt de Talarmon, où elle aurait donné naissance à un fils, saint Divy, dit aussi saint Dewi ou David de Ménevie, dans un lieu situé dans la commune actuelle de Dirinon.